# 1128
1128 (MCXXVIII) a fost un an bisect al calendarului iulian.

## Evenimente
- 12 februarie: Înainte de a muri, Tughtekin, atabegul de Damasc, îl desemnează ca succesor pe fiul său Bourri, care zădărnicește tentativa cruciaților de a ocupa orașul.
- 16 februarie: Revoltă în orașul Gand împotriva contelui Guillaume Clito de Flandra, care se extinde în mai toate orașele flamande.
- 30 martie: Ales conte de Flandra de către răsculați, Thierry de Alsacia atacă orașul Arras, unde se refugiase Guillaume Clito; deși victorios, cel din urmă este asasinat la puțină vreme lângă Alost.
- 11 iunie: Are loc căsătoria dintre Matilda, moștenitorarea tronului Angliei, și Geoffroy al V-lea Plantagenet, conte de Anjou și Maine.
- 18 iunie: Devenit atabeg de Alep, Zengi se căsătorește cu fiica lui Ridwan (deja văduvă a lui Ilghazi și a lui Balak) și obține de la sultanul selgiucid Mahmud al II-lea un document care îi conferă autoritatea asupra Siriei și nordului Irakului.
- 24 iunie: Bătălia de la Sao Mamede: contele Afonso I de Portugalia (Afonso Enriquez) înfrânge trupele mamei sale, regenta Teresa de Leon, sprijinite de galicieni, asigurînd independența de facto a Portugaliei.
- 29 iunie: Anselm, arhiepiscop de Milano, îl încoronează pe Conrad de Hohenstaufen ca rege roman la Monza, apoi la Milano; papa Honoriu al II-lea declară consacrarea ca fiind lovită de nulitate și îl excomunică pe Conrad.
- 22 august: Roger al II-lea al Siciliei constrânge pe papa Honorius al II-lea să îi recunoască stăpânirea asupra ducatelor de Apulia și Calabria până la podul din Benevento.

### Nedatate
- Dat fiindcă împăratul bizantin Ioan al II-lea Comnen acorda sprijin competitorului său la tron, Almos, regele Ștefan al II-lea al Ungariei trece Dunărea și invadează Bizanțul.
- Împăratul bizantin Ioan al II-lea Comnen îi înfrânge pe unguri la Haram, pe Dunăre.
- Papa Honoriu al II-lea recunoaște și confirmă Ordinul templierilor.
- Regele Ludovic al VI-lea al Franței îl acceptă pe Thierry de Alsacia drept conte de Flandra.
- Sunt atestate comunele din Laon și Marsilia.
- Un grup de khitani revine la traiul nomad și se deplasează în valea rîului Ili, unde fondează regatul Kara-khitanilor (numit de către chinezi statul Liao de vest).

## Arte, Știință, Literatură și Filozofie
- Este consacrată catedrala San Ciriaco din Ancona, în Italia.
- Este fondată mănăstirea Mântuitorului la Polotsk, de către Eufrosina, nepoata cneazului Vseslav de Polotsk, devenită călugăriță.
- Norbert de Xanten edifică o abație la Grimbergen, în Brabant.
- Regele David I al Scoției întemeiază abația Holyrood din Edinburgh.
- Universitatea din Paris este mutată de la chiostrul de la Notre-Dame și se instalează la Saint-Genevieve.

## Înscăunări
- 12 februarie: Bourri, atabeg de Damasc.
- 30 martie: Thierry de Alsacie, conte de Flandra (1128-1168).
- 18 iunie: Zengi (Imad ad-Din Zengi), atabeg de Alep.

## Nașteri
- Absalon, arhiepiscop și om de stat danez (d. 1201)
- Alain de Lille, teolog și poet francez (d. 1202).
- Guillaume de Tyr, cronicar (d. 1186).

## Decese
- 12 februarie: Tughtekin, atabeg de Damasc (n. ?)
- 27 iulie: Guillaume Clito, conte de Flandra (n. 1102)
- Gormond de Picquigny, patriarh latin de Ierusalim (n. ?)